# Kaprys (Grodzisk Mazowiecki)
Kaprys – południowa część miasta Grodzisk Mazowiecki. 
Kaprys graniczy z miejscowościami Szczęsne oraz Kady. Do ważniejszych ulic na terenie Kaprysu należą ul. Nadarzyńska (ciąg Grodzisk Mazowiecki – Książenice – Siestrzeń) oraz ul. Zacisze. 
Dominuje tutaj zabudowa jednorodzinna oraz powstają domy szeregowe. W części miasta znajdują się m.in. Jezioro Kniaziówka i dawny park Kruszynka przy ulicy Nadarzyńskiej oraz zabytkowa willa „Kaprys” przy ulicy Okólnej 1.